# Preußisches Oberverwaltungsgericht
Den preussiske overforvaltningsdomstol (tysk: (Königlich-) Preußische Oberverwaltungsgericht (PrOVG) var en tysk domstol, der eksisterede fra 1875 til 1941. Domstolen havde sæde i Berlin.

## Forhistorie
I Paulskirke-forfatningen fra 1849 var tyskerne blevet lovet forvaltningsdomstole. Forfatningen trådte aldrig i kraft, og indførelsen af domstolene skete kun langsomt. Storhertugdømmet Baden fik en forvaltningsdomstol i 1863. I 1875 fulgte Hessen-Darmstadt og Preussen efter. Senere kom der også forvaltningsdomstole i andre tyske stater.

## Virksomhed
I domstolen første år var Kreuzberg-dommen fra 1882 domstolens vigtigste kendelse. Med henvisning til magtens tredeling forbød dommen politiet at udstede regulativer om byplanlægning i Kreuzberg (en forstad til Berlin). Dommen forpligtede regeringen til at omdanne Preussen fra en politistat til en retsstat.
Den tidligere preussiske indenrigsminister Bill Drews var præsident for domstolen fra 1921 til 1938. Trods heftige angreb fra yderligtgående nazistiske jurister hævdede Drews retsstatens principper.

## Efterfølgere
I en førerbefaling fra april 1941 nedlagde Hitler forvaltningsdomstolene i de tyske stater og Østrig. I stedet blev der oprettet en rigsdomstol, der var forpligtet på den nazistiske ideologi. Denne domstol blev nedlagt af det Det allierede kontrolråd i 1946.
Efter krigen blev der oprettet forvaltningsdomstolen både i Østtyskland og i Vesttyskland. De østtyske forvaltningsdomstole blev nedlagte ved en forfatningsændring i 1968.
I 1953 flyttede Vesttysklands forvaltningsdomstol (Bundesverwaltungsgericht) ind i Den preussiske overforvaltningsdomstols tidligere lokaler i Vestberlin. I en periode havde domstolen en afdeling i München.
Efter Tysklands genforening i 1990 blev forvaltningsdomstolen også øverste domstol for sager fra Østtyskland. I 2002 flyttede domstolen ind i rigsrettens tidligere lokaler i Leipzig.
52°30′27″N 13°19′50″Ø / 52.507477°N 13.33046°Ø